# Тоси, Ноэль
Ноэль Тоси (фр. Noël Tosi; род. 25 мая 1959, Французский Алжир) — итальянский и французский футболист, тренер и функционер.

## Карьера
В качестве футболиста выступал на позиции вратаря. После завершения карьеры стал тренером и за свою долгую карьеру возглавлял несколько команд Лиги 2. Также в разное время занимал в клубах ряд руководящих должностей.
Ноэль Тоси возглавлял сборные Мавритании и Конго. С последней он не смог отобраться на Кубок африканских наций 2008 года в Гане.